# Анненков Микола Леонідович
Микола Леонідович Анненков (рос. Николай Леонидович Анненков; нар. 28 січня 1958, Семилуки, Воронезька область, РРФСР — пом. 7 травня 2007, Липецьк, Росія) — радянський та російський футболіст, захисник, згодом — футбольний тренер. Майстер спорту СРСР.

## Життєпис
Народився 28 січня 1958 року в місті Семилуки Воронезької області. Вихованець дитячо-юнацької школи «Семилуки». У 1980 році зіграв перший матч у професійному футболі в третій за силою лізі СРСР за липецкий «Металург». За клуб виступав з 1980 по 1983, з 1985 по 1989 і з 1992 по 1994 рік. Всього за команду провів 370 матчів у чемпіонаті СРСР і Росії, що є рекордом серед всіх гравців «Металурга». У 1984 році в складі воронезького «Факела» став півфіналістом кубку СРСР, отримав звання майстра спорту СРСР.
З 1990 по 1991 рік виступав за «Полісся» з Житомира. У 1993 році грав за «Локомотив» з Єльця, а в 1994 році — за «Локомотив» з Лисок. У 1994 році завершив кар'єру футболіста. З 1999 по 2007 рік працював тренером в СДЮШОР липецького «Металурга». 5 травня 2007 року помер після тривалої хвороби. Похований на цвинтарі «Нова Косирівка» в Липецьку.